# Platon Rokassovski
Platon Ivanovitch Rokassovski (en russe : Платон Иванович Рокасовский), né le 15 janvier 1800 à Saint-Pétersbourg et mort à Nice le 6 avril 1869, a été gouverneur général de Finlande de 1861 à 1866.